# Staatspokal von Mato Grosso do Sul
Der Staatspokal von Mato Grosso do Sul war der Fußballverbandspokal des Bundesstaates Mato Grosso do Sul in Brasilien. Er wurde 2010 vom Landesverband der Federação de Futebol de Mato Grosso do Sul (FFMS) ausgerichtet.
Der nationale Verband CBF hatte dem FFMS zwei Startplätze für die Série D 2011 zugestanden. Einer wurde über die Staatsmeisterschaft von Mato Grosso do Sul 2010 ermittelt und für die Festlegung des zweiten Startplatzes der Pokalwettbewerb eingeführt. Das Turnier fand vom 17. Oktober bis 12. Dezember des Jahres statt.
Bereits im Folgejahr wurde dieser nicht mehr ausgetragen. Der CBF bewilligte dem Verband wieder nur einen Startplatz in der Série D und dieser durch den Sieger der Staatsmeisterschaft eingenommen.
| Pokalsieger       | Finalist    | Teilnehmer                                        |
| ----------------- | ----------- | ------------------------------------------------- |
| CE Nova Esperança | Maracaju AC | EC Campo Grande Corumbaense FC AA Portuguesa (MS) |